# Ford Streetka
Ford Streetka — родстер, що випускався компанією Ford з 2003 по 2005 рік. Був розроблений італійською фірмою Pininfarina.

## Історія створення

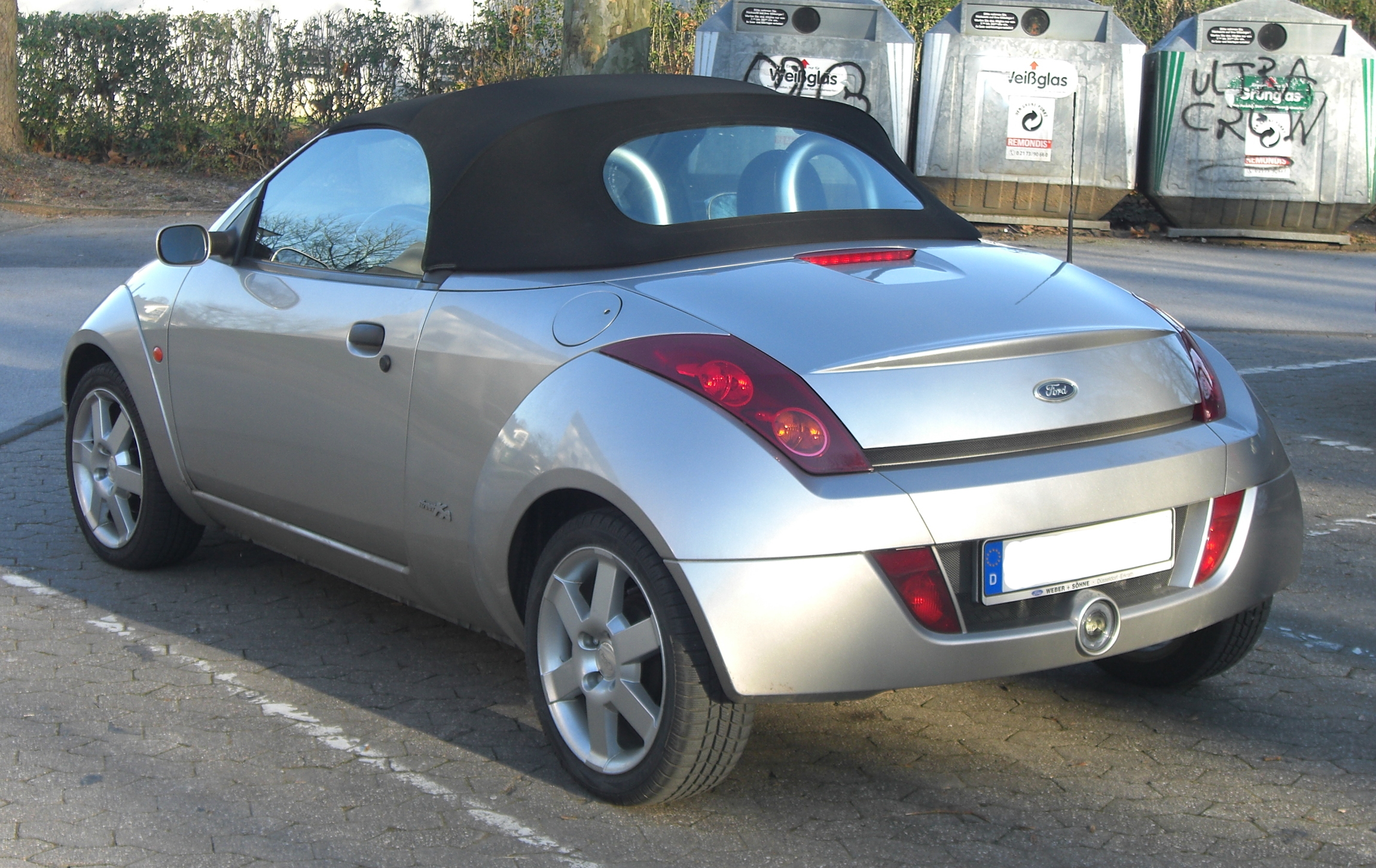

Розробку прототипу Streetka було розпочато у лютому 2000 року, спеціалістами дизайнерської компанії «Pininfarina» на замовлення корпорації Ford. Ця модель була спочатку орієнтована на європейський ринок. Модель розроблялася з нуля, більшість кузовних компонентів були унікальні.
Прототип було представлено публіки на Туринському мото-шоу у 2000 році. Після Туринського мото-шоу компанія Ford ухвалила рішення про дрібно серійний випуск цієї моделі. Серійну модель було представлено на Паризькому мотор-шоу в 2002 році.

## Виробництво
Машини збиралися на заводі Pininfarina дрібними партіями. Всі машини ручного складання, в технологічному процесі тільки шибки вклеював автомат. Збиралося 5 машин на день із 2003—2005 років. Наприклад кузовів для Ferrari на цьому заводі у період випускалося 15 на день.

## Дизайн
Ford Streetka — не є версією звичайного хетчбека «Ка». Це окрема модель, що має індивідуальну зовнішність та іншу технічну начинку. Від Ка залишилося тільки підкапотний простір, панель приладів, і деякі деталі підвіски. Жорстка підвіска та рульове керування всього 2,6 обороту рульового колеса, дає машині спортивний характер.
Гальма передні - дискові, задні - барабанні, подібні барабанні гальма встановлювалися на Fiesta Sport. У обводах кузова чітко проглядається стиль ательє Pininfarina. Усередині салону були встановлені спортивні крісла з гарною бічною підтримкою, ці ж крісла встановлювалися на Focus ST170 і оригінальне спортивне кермо. 
Цей автомобіль мав два типи даху: м'який складний дах і жорсткий знімний дах, останній не йшов у комплекті з автомобілем, а купувався окремо. М'який складний дах має ручний механізм складання, що робить його дуже надійним. Дах не складається в багажник, має люк і окремий простір, відокремлений від багажника перегородкою, що дозволило створити повноцінний багажник об'ємом 214 л. Автомобіль оснащувався підігрівом дзеркала та сидінь.

## Двигун
На автомобіль ставився 8-клапанний бензиновий двигун Zetec Rocam (Duratec 8v) об'ємом 1,6 літра, потужністю 95 к.с. в комплекті з п'ятиступінчастою механічною КП.